# Manal Toumi
Manal Toumi (1994) is een Belgisch politicus voor de marxistische partij PVDA.
Manal Toumi groeide op in een arbeidersgezin in Deurne. Haar beide ouders zijn afkomstig uit Marokko. Toumi is jurist van opleiding, heeft gewerkt als parlementair medewerker voor de PVDA en is ook influencer rond beauty, mode en boeken.
Ze werd bij de lokale verkiezingen van 2018 verkozen tot de districtsraad van Deurne en werd in 2024 als lijsttrekker herverkozen, met het hoogste aantal voorkeursstemmen. PVDA trachtte na oktober 2024 in Deurne een progressieve coalitie te vormen, maar slaagde daar niet in. Toumi werd in 2024 eveneens verkozen tot de gemeenteraad van de stad Antwerpen. Ze neemt er in 2025 de fakkel over van Peter Mertens als PVDA-fractievoorzitter.
Toumi was ook kandidaat in de federale verkiezingen van 2019 en 2024 in de kieskring Antwerpen, telkens op de 3e plaats.